# Estación de Almeda
Almeda es un apeadero ferroviario subterráneo situado en el municipio español de Cornellá de Llobregat, en la provincia de Barcelona, comunidad autónoma de Cataluña. Forma parte de la línea 8 del Metro de Barcelona y de la línea Llobregat-Anoia de Ferrocarriles de la Generalidad de Cataluña (FGC) por donde circulan trenes de las líneas S3, S4, S8, S9, R5/R50 y R6/R60.
| << cabecera                             | < estación     | línea | estación >                  | cabecera >>  |
| --------------------------------------- | -------------- | ----- | --------------------------- | ------------ |
| Línea Llobregat-Anoia de FGC            |                |       |                             |              |
| Estación de Molí Nou-Ciutat Cooperativa | Cornellá-Riera |       | Hospitalet-Avenida Carrilet | Plaza España |
| Can Ros                                 | Cornellá-Riera |       | Hospitalet-Avenida Carrilet | Plaza España |
| Olesa de Montserrat                     | Cornellá-Riera |       | Hospitalet-Avenida Carrilet | Plaza España |
| Martorell Enlace                        | Cornellá-Riera |       | Hospitalet-Avenida Carrilet | Plaza España |
| Quatre Camins                           | Cornellá-Riera |       | Hospitalet-Avenida Carrilet | Plaza España |
| Manresa Baixador                        | Cornellá-Riera |       | Hospitalet-Avenida Carrilet | Plaza España |
| Igualada                                | Cornellá-Riera |       | Hospitalet-Avenida Carrilet | Plaza España |
| Manresa Baixador                        | Cornellá-Riera |       | Hospitalet-Avenida Carrilet | Plaza España |
| Igualada                                | Cornellá-Riera |       | Hospitalet-Avenida Carrilet | Plaza España |

## Situación ferroviaria
Se encuentra ubicada en el punto kilométrico 5,2 de la línea férrea de ancho métrico que une Magoria con Martorell y Manresa a 8 metros de altitud.